# بازارگاه مجازی

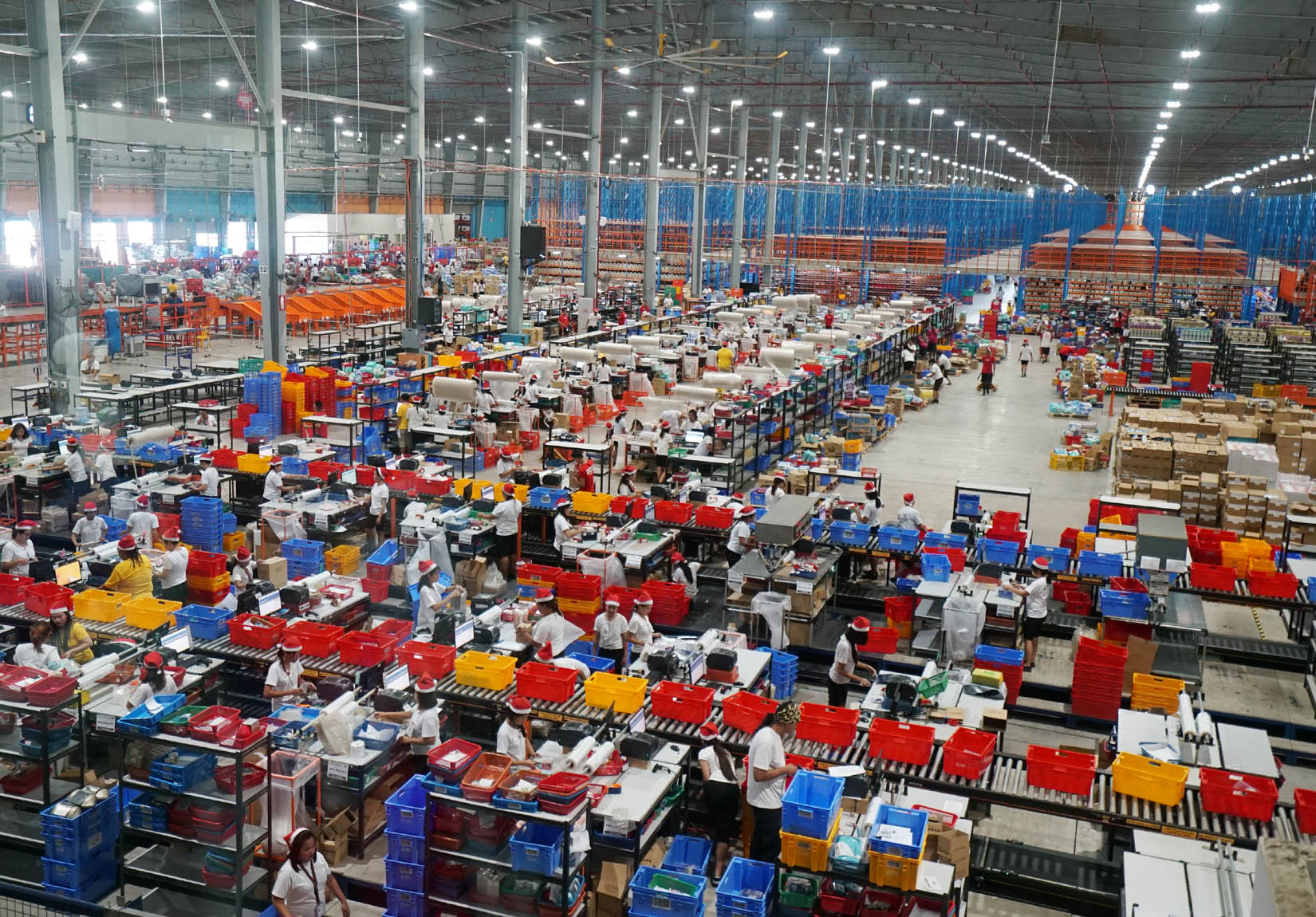
بازارگاه مجازی

بازارگاه مجازی (انگلیسی: Online marketplace) یکی از ابزارهای تجارت الکترونیک (e-commerce) است. در یک بازارگاه مجازی عرضه‌کننده کالا و خدمت و تقاضاکننده کالا و خدمت در فضای الکترونیکی بازارگاه مجازی (اپلیکیشن، وب‌سایت) با هم مبادله را به‌طور مستقیم انجام داده و تراکنش مالی با بازارگاه مجازی ندارند.

## تاریخچه شکل‌گیری بازارگاه‌های مجازی
شکل سنتی بازارگاه‌ها از چند هزار سال قبل و با شکل‌گیری اولین شهرها پدید آمدند. در بازارهای سنتی، خریداران و فروشندگان در بخشی از یک شهر جمع می‌شوند و به مبادله کالا می‌پردازند. بعدها با گسترش اینترنت و تجارت الکترونیک، ایده ایجاد بازارگاه مجازی در فضای اینترنت مطرح شد. در بازارگاه مجازی، به مانند بازارهای سنتی، خریدار و فروشنده به‌طور مستقیم با هم تعامل مالی دارند. موفق‌ترین مثال برای بازارگاه مجازی، ebay است.

## تفاوت بازارگاه مجازی با فروش رابطه‌ای و فروشگاه اینترنتی
گونه دیگری از بازارهای مجازی، فروش رابطه‌ای (به انگلیسی: affiliate marketing) است. در این نوع از بازارها، بدنه بازار واسطه بین خریدار و فروشنده است و خریدار با گرداننده بازار تعامل مالی دارد و کالا را از آن دریافت می‌کند. گرداننده بازار نیز درآمد حاصل از فروش کالا را به تولیدکننده پرداخت می‌کند و سهم فروش خود را برمی‌دارد. از نمونه‌های فروش رابطه‌ای می‌توان به وب‌سایت آمازون و دیجی‌کالا کرد.
گونه دیگری از فضای فروش در اینترنت، فروشگاه‌های اینترنتی هستند که یک تولیدکننده یا عرضه‌کننده کالاهایش را به وسیله یک وب‌سایت اینترنتی عرضه می‌کند. برای نمونه شرکت تولید کفش نایکی (Nike) به وسیله فروشگاه اینترنتی، کفش‌هایش را به فروش می‌رساند. در این حالت تولیدکننده یا عرضه‌کننده، به‌طور مستقیم کلاهایش را از راه اینترنت به خریدارانش می‌فروشد. معمولاً فروشگاه‌های اینترنتی متعلق به یک برند خاص هستند.

## درآمد بازارگاه مجازی از کجا تأمین می‌شود؟
اگر در بازارگاه مجازی، فروشنده و خریدار مستقیم با هم تعامل مالی دارند، پس هزینه‌های زیرساخت‌ها و مدیریت بازارگاه مجازی از کجا تأمین می‌شود؟ درآمد بازارگاه‌های مجازی بنا به ساختار برنامه مالی (business plan) و توافقی که با عرضه‌کنندگان انجام می‌دهند از چند راه تأمین می‌شود:
- ۱: ترافیک اینترنتی: بازارگاه مجازی می‌تواند ترافیک اینترنتی زیادی را به خود اختصاص دهد.
- ۲: هزینه اشتراک: بازارگاه مجازی می‌تواند بابت حضور عرضه‌کنندگان در بازارگاه از آنها هزینه اشتراک دریافت کند. مانند مغازه‌هایی که در یک پاساژ حضور دارند و ماهانه اجاره پرداخت می‌کنند.
- ۳: سهم در فروش: بازارگاه مجازی می‌تواند بابت هر فروشی که در فضای آن اتفاق می‌افتد درصدی را به عنوان کمیسیون دریافت کند.